# Blank Peaks
Die Blank Peaks sind eine Gruppe eisfreier Berggipfel in der antarktischen Ross Dependency. In den Brown Hills der Cook Mountains liegen sie auf einem isolierten Gebirgskamm zwischen dem Bartrum- und dem Foggydog-Gletscher.
Teilnehmer einer von 1962 bis 1963 dauernden Kampagne im Rahmen der neuseeländischen Victoria University’s Antarctic Expeditions kartierten sie. Namensgeber ist der US-amerikanische Geologe Horace Richard Blank Jr. (1929–2025), Teilnehmer an dieser Forschungsreise.